# アンドレアス・フォン・エスターライヒ
アンドレアス・フォン・エスターライヒ（Andreas von Österreich, 1558年6月15日 - 1600年11月12日）は、オーストリア出身のローマ・カトリック教会の聖職者。枢機卿、コンスタンツ司教（在任：1589年 - 1600年）、ブレッサノーネ司教（在任：1591年 - 1600年）。

## 生涯
神聖ローマ皇帝マクシミリアン2世の弟でチロル州侯のフェルディナント（2世）大公と、その最初の妻フィリッピーネ・ヴェルザーの間の長男として、ボヘミアのブレスニッツ城（Schloss Bresnitz）で生まれた。母はアウクスブルクの富豪ヴェルザー家の娘であり、両親の結婚は貴賤結婚だった。このためアンドレアスと弟のカールは正式なハプスブルク家の一員とは認められず、従って大公（Erzherzog）の称号も授けられず、父の所領の一つにちなんだブルガウ辺境伯（Markgraf von Burgau）の称号を名乗ることのみを許された。
アンドレアスは聖職者の道に進み、1576年11月19日に教皇グレゴリウス13世により、サンタ・マリア・ヌオーヴァ教会（Santa Maria Nuova）を名義聖堂とする助祭枢機卿に叙階された。1587年にアルザスのムルバック修道院（Abbaye de Murbach）の修道院長に就任、1589年にコンスタンツ司教となり、1591年にブレッサノーネ司教を兼ねた。また1598年から1599年にかけ、従弟でスペイン領ネーデルラント総督を務めるアルブレヒト大公がスペイン王女イサベルとの結婚のために任地を一時離れた際、ネーデルラントの総督代理を務めた。
庶子にハンス・ゲオルク（Hans Georg Degli Albizzi, 1583年 - ?）とズザンナ（Susanna Degli Albizzi, 1584年 - 1653年）の1男1女があり、弟のカールの手許に引き取られて育てられた。1600年、ローマにおいて42歳で没した。